# Garcia Fernandez Sarmento
Garcia Fernandez Sarmento  (1380 - ?) foi um nobre galego e senhor de Salvaterra

## Relações Familiares
Foi filho de Garcia Fernández Sarmiento, que foi senhor de Ribadavia e de D. Elvira Manrique de Lara. Casou duas vezes o primeiro com D. Teresa de Sotomaior, nascida por volta de 1380 e o  segundo com D. Maria Manuel.
Do primeiro casamento teve dois filhos:
1. Diogo Sarmento Sotomaior, que foi senhor de Salvaterra e que casou com D. Leonor de Meira.
2. D. Maria Sarmento, que casou com Tristão de Montenegro.

Do segundo casamento teve:
1. António Sarmiento, que foi alcaide-mor de Burgos, que casou com Maria Mendoza.